# Osmoză inversă
Osmoza inversă (OI) este un proces de purificare a apei care utilizează o membrană parțial permeabilă pentru a separa ionii, moleculele nedorite și particulele mai mari din apa potabilă. În osmoza inversă, se utilizează o presiune aplicată pentru a depăși presiunea osmotică, o proprietate colligativă care este determinată de diferențele potențiale chimice ale solventului, un parametru termodinamic. Osmoza inversă poate elimina multe tipuri de specii chimice dizolvate și suspendate, precum și cele biologice (în principal bacterii) din apă, și este utilizată atât în procesele industriale, cât și în producția de apă potabilă. Rezultatul este că solute este reținut pe partea sub presiune a membranei și solventul pur este permis să treacă la cealaltă parte. Pentru a fi "selectivă", această membrană nu ar trebui să permită moleculelor mari sau ionilor prin porii (găuri), ci ar trebui să permită componentelor mai mici ale soluției (cum ar fi moleculele de solvent, adică apa, H2O) să treacă liber.
*solut = componentul minor dintr-o soluție, dizolvat în solvent.
În procesul normal de osmoză, solventul se mută în mod natural dintr-o zonă cu concentrație scăzută de solute (potențial ridicat de apă), printr-o membrană, într-o zonă cu concentrație ridicată de solute (potențial scăzut de apă). Forța motrice pentru mișcarea solventului este reducerea energiei libere Gibbs a sistemului atunci când diferența de concentrație a solventului de fiecare parte a membranei este redusă, generând presiune osmotică datorită deplasării solventului în soluția mai concentrată. Aplicarea unei presiuni externe pentru a inversa fluxul natural de solvent pur, astfel, este osmoza inversă. Procesul este similar cu alte aplicații de tehnologie membrană.
Osmoza inversă diferă de filtrare prin faptul că mecanismul fluxului de lichid este prin osmoză pe o membrană. Mecanismul predominant de îndepărtare în filtrarea cu membrană este încordarea sau excluderea dimensiunii, unde porii sunt 0,01 micrometri sau mai mari, astfel încât procesul poate obține teoretic eficiență perfectă, indiferent de parametri, ar fi presiunea și concentrația soluției. Osmoza inversă implică în schimb difuzia solventului într-o membrană care este fie neporoasă, fie utilizează nanofiltrarea cu porii 0,001 micrometri în dimensiune. Mecanismul predominant de îndepărtare este din diferențele de solubilitate sau difuzibilitate, iar procesul depinde de presiune, concentrația de solute și alte condiții.
Osmoza inversă este cel mai frecvent cunoscut pentru utilizarea sa în purificarea apei potabile din apa de mare, eliminarea sare și alte materiale efluenți din moleculele de apă.

## Istorie
Un proces de osmoză prin membrane semipermeabile a fost observat pentru prima dată în 1748 de Jean-Antoine Nollet. Pentru următorii 200 de ani, osmoza a fost doar un fenomen observat în laborator. În 1950, Universitatea californiană din Los Angeles a investigat pentru prima dată desalinizarea apei de mare folosind membrane semipermeabile. Cercetătorii de la Universitatea californiană din Los Angeles și de la Universitatea din Florida au produs cu succes apă dulce din apa de mare la mijlocul anilor 1950, dar fluxul a fost prea scăzut pentru a fi viabil din punct de vedere comercial până la descoperirea la Universitatea californiană din Los Angeles de către Sidney Loeb și Srinivasa Souirajan la Consiliul Național de Cercetare din Canada, Ottawa, a tehnicilor de a face membrane asimetrice caracterizate printr-un strat de "piele" foarte subțire susținut deasupra unei regiuni foarte poroase și mult mai groase a membranei. John Cadotte, de la FilmTec Corporation, a descoperit că membranele cu flux deosebit de ridicat și trecerea redusă a sării ar putea fi realizate prin polimerizarea interfacială a diaminei m-fenilene și a clorurii de trimesoil. Brevetul lui Cadotte privind acest proces a făcut obiectul unui litigiu și a expirat de atunci. Aproape toate comerciale invers-osmoza membrana este acum făcută prin această metodă. Până în 2019, în întreaga lume funcționau aproximativ 16.000 de instalații de desalinizare, producând aproximativ 95 de milioane m³/zi de apă desalinizată pentru uz uman. Aproximativ jumătate din această capacitate se afla în regiunea Orientului Mijlociu și Africii de Nord.
În 1977 Cape Coral, Florida a devenit prima municipalitate din Statele Unite care a folosit procesul RO pe scară largă, cu o capacitate inițială de operare de 11,35 milioane de litri (3 milioane de gal american) pe zi. Până în 1985, datorită creșterii rapide a populației din Cape Coral, orașul a avut cea mai mare instalație de osmoză inversă de joasă presiune din lume, capabilă să producă 56,8 milioane de litri (15 milioane de gale americane) pe zi (MGD). Formal, osmoza inversă este procesul de forțare a unui solvent dintr-o regiune cu concentrație ridicată de solute printr-o membrană semipermeabilă într-o regiune cu concentrație scăzută de solute prin aplicarea unei presiuni care depășește presiunea osmotică. Cea mai mare și mai importantă aplicație a osmozei inverse este separarea apei pure de apa de mare și apele salmastră; apa de mare sau apa salmastră este presurizată pe o suprafață a membranei, provocând transportul apei sărate pe membrană și apariția apei potabile din partea de joasă presiune.
Membranele utilizate pentru osmoza inversă au un strat dens în matricea polimerică — fie pielea unei membrane asimetrice, fie un strat polimerizat interfacial într-o membrană compozită cu peliculă subțire — unde are loc separarea. În cele mai multe cazuri, membrana este proiectată pentru a permite doar apei să treacă prin acest strat dens, prevenind în același timp trecerea solutes (cum ar fi ionii de sare). Acest proces necesită o presiune ridicată să fie exercitată pe partea de înaltă concentrație a membranei, de obicei 2-17 bar (30-250 psi) pentru apă proaspătă și salmastră, și 40-82 bar (600-1200 psi) pentru apa de mare, care are în jur de 27 bar (390 psi) presiune osmotică naturală care trebuie depășită. Acest proces este cel mai bine cunoscut pentru utilizarea sa în desalinizare (eliminarea sării și a altor minerale din apa de mare pentru a produce apă dulce), dar de la începutul anilor 1970, a fost, de asemenea, utilizat pentru a purifica apa dulce pentru aplicații medicale, industriale și casnice.